# La France Juive

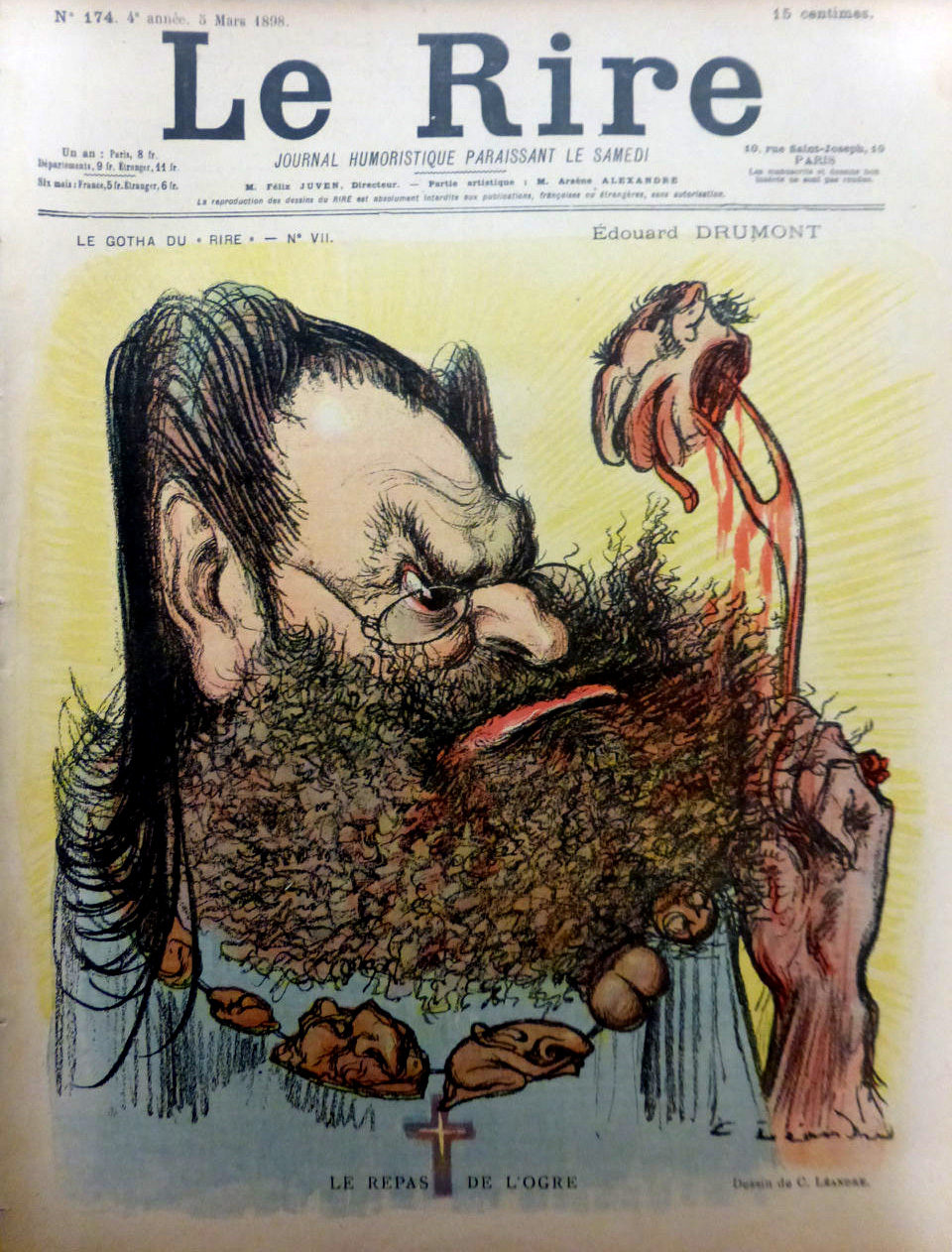
Caricatura di Edouard Drumont di Charles Léandre, in copertina del giornale Le Rire, 1898.

La France Juive, sottotitolato Essai d'histoire contemporaine (francese; La Francia giudaica - saggio di storia contemporanea  oppure La Francia ebraica) è stato un pamphlet politico francese antisemita, fondato nel 1886 dal giornalista e polemicista Édouard Drumont edito a cura dell'autore da Flammarion.

## Contesto
Esso si svolge in Francia nel contesto della crisi morale dopo la sconfitta del 1870, di crisi religiosa successiva alla laicità voluta dalla Terza Repubblica francese e la nascita del liberalismo economico, che si traduce in malessere e tensioni sociali. La responsabilità per il clamoroso fallimento dell'Union générale nel 1882 viene addebitata da Drumont all'azione intenzionale della banca Rothschild.

## Pubblicazione e successo
Nel 1886, Alphonse Daudet che ha recensito e sostenuto Édouard Drumont durante la scrittura di questo pamphlet, gli presta del denaro per permettergli di pubblicarlo a cura dell'autore, rivolgendosi a Francis Magnard, direttore di Le Figaro perché il giornale presenti il libro con un articolo.
Consiste in un lavoro di 1.200 pagine, pubblicato in due volumi, con una tiratura di 140 stampe nel corso dei due anni successivi alla sua pubblicazione iniziale. Aveva la forma di « chronique scandaleuse » (cronache scandalose) col suo indice di più di 3 000 nomi di personalità ebree o aventi coltivato delle relazioni con degli Ebrei, riscontrando un grande successo con 62 000 copie vendute il primo anno. 
Un vero « best seller della fine del XIX secolo » secondo la definizione di Léon Poliakov, viene poi ripubblicato nel 1888 in una versione economica condensata in un volume con 200 riedizioni fino al 1914. 
Fa nascere infine un filone letterario con La Russie juive di Calixte de Wolski  e L'Algérie juive di Georges Meynié nel 1887, seguiti da L'Autriche juive di François Trocase nel 1900 e da L'Angleterre juive di Doedalus nel 1913.
Il libro è stato ristampato dalla casa editrice Flammarion nel 1938, poi da Éditions du Trident nel 1986. Nel 2012 è stato ristampato dalla casa editrice KontreKulture, gestito dal gruppo politico nazionalista Uguaglianza e Riconciliazione, la casa editrice del saggista Alain Soral.
La France juive è diventato un grande successo e ha raggiunto grande fama. Il suo successo è dovuto in parte alla inclusione di un elenco di nomi di personaggi famosi contro i quali l'autore ha fatto accuse nel libro. Molti acquirenti sono stati ispirati dalla curiosità di vedere se qualcuno di loro conoscenza comparisse sulla lista.

## Temi
La France juive sviluppò tre filoni di antisemitismo. Uno sulla razza, proponendo un'opposizione tra i non-ebrei ”Ariani” e gli ebrei "Semiti". Un altro è stato finanziario. L'autore ha sostenuto che la finanza e il capitalismo erano controllati dagli ebrei. Un terzo era religioso, riferendosi agli ebrei supponendo la loro complicità nella morte di Gesù.

## Opera libraria precursore dell'antisemitismo contemporaneo
La France Juive è la prima unificazione « in una prospettiva storica - a sua volta sociale, religiosa, politica — di tre fonti principali di sentimenti antisemiti : l'antiebraismo cristiano, l'anticapitalismo popolare e il razzismo moderno. » Esso ricicla e dà loro autonomia ai temi dell'antisemitismo cattolico, affermando che « la questione religiosa in se non gioca che un ruolo secondario accanto alla questione della razza che ha la precedenza su tutte le altre ».
Fino alla pubblicazione dei Protocolli dei Savi di Sion è il libro di riferimento dell'antisemitismo sul presunto complotto giudaico.
Secondo l'autore, la finanza e il capitalismo sono nelle mani degli Ebrei e religiosi (in riferimento al popolo deicida).
La Lega internazionale contro il razzismo e l'antisemitismo ha chiesto rivolgendosi al tribunale la rimozione d'urgenza di alcuni passaggi in questo libro, così come altri contenuti in altri opuscoli antisemiti ripubblicati da Alain Soral.
Il Procuratore della Repubblica ha ritenuto che la questione competa al giudice di merito e non a una procedura d'urgenza.